# キルタン
キルタン（英語: Kirtan、サンスクリット: कीर्तन、IAST：Kīrtana）とは、サンスクリット語であり、特にインド発祥の宗教において、思想や物語の「語り、朗読、語り、描写」を意味する。 また、宗教的なパフォーマンス・アートのジャンルを指し、特にインド亜大陸のスピリチュアルまたは宗教的なアイデアの語りや朗読の音楽的な形式を意味する。またキールタンとも表記される。
ヴェーダのアヌキルターナの伝統にルーツを持つキールタンは、複数の歌手が伝説を朗読したり説明したり、神への愛に満ちた献身を表現したり、スピリチュアルな考えを話し合ったりする、音楽に合わせたコールアンドレスポンス形式の歌やチャントである。歌手によるダンスやバヴァス（感情的な状態）の直接的な表現が含まれることもある多くのキールタンのパフォーマンスは、観客が詠唱を繰り返したり歌手の呼びかけに応えたりすることで、観客を意図的に巻き込むように構成されている。
キールタンを行う人はキルタンカーラ（またはキルタンカー）として知られている。キールタンの演奏には、ハーモニウム、ヴィーナやエクタラ（弦楽器の形態）、タブラ（片面太鼓）、ムルダンガやパカワジ（両面太鼓）、フルート（木管楽器の形態）、カラタラスやタラス（シンバル）などの地域的にポピュラーな楽器の伴奏が含まれている。ヒンドゥー教、ヴィシュヌ派の帰依主義、シク教、サント教、仏教のいくつかの形態、その他の宗教グループでは、主要な修行である。 キールタンは時々ストーリーテリングと演技を伴っている。 テキストは通常、宗教的、神話的、社会的な主題をカバーしている。